# Сордеволо
Сордеволо (итал. Sordevolo) је насеље у Италији у округу Бијела, региону Пијемонт.
Према процени из 2011. у насељу је живело 1245 становника. Насеље се налази на надморској висини од 658 м.

## Становништво
Према резултатима пописа становништва 2011. у општини је живело 1.330 становника.
| 1931. | 1936. | 1951. | 1961. | 1971. | 1981. | 1991. | 2001. | 2011. |
| ----- | ----- | ----- | ----- | ----- | ----- | ----- | ----- | ----- |
| 1.614 | 1.499 | 1.696 | 1.634 | 1.481 | 1.372 | 1.304 | 1.334 | 1.330 |